# Ведомость о состоянии города Москвы
«Ведомость о состоянии города Москвы» (в просторечии «холерная газета» или «холерные листки») — официальный бюллетень, который издавался властями Москвы во время первой холерной эпидемии (с 23 сентября 1830 года по 6 января 1831 года).
Издание было начато по приказу военного генерал-губернатора князя Дмитрия Владимировича Голицына «для сообщения обывателям верных сведении о состоянии города, столь необходимых в настоящее время, и для пресечения ложных и неосновательных слухов, кои производят безвременный страх и уныние». Она заключала в себе «официальные известия о приключившихся внезапных болезнях и смертях; известия о действиях холеры в прочих местах; разные наставления о том, какие должно жителям принимать предосторожности; известия о мерах, принимаемых правительством для отвращения заразы». 
Газета раздавалась бесплатно и рассылалась при «Московских ведомостях». Редактором был Михаил Петрович Погодин, а составлялась газета при временном медицинском совете, поэтому статьи выходили под подписью секретаря совета доктора Маркуса. Газета выходила на листах, полулистах и четвертках серой бумаги, всего вышло 106 номеров газеты. После окончания эпидемии холеры выпуск газеты прекратился.
В издании газеты принимал участие Ф. П. Гааз, который активно занимался эпидемией и входил в состав Медицинского совета.